# Mokgweetsi Masisi
Mokgweetsi Eric Keabetswe Masisi (født 21. juli 1962) er en politiker fra Botswana og landets præsident siden 2018. Tidligere har han været vicepræsident og undervisningsminister fra 2014 samt indenrigsminister 2011-2014. Han er medlem af Botswanas Demokratiske Parti og blev første gang indvalgt i parlamentet i 2009.
Masisi er søn af den erfarne politiker Edison Masisi, der beklædte mange ministerposter i sin tid. Mokgweetsi Masisi dyrkede i sin barndom forskellige sportsgrene, men blev på et tidspunkt interesseret i teateret og spillede forskellige roller på teatre i hovedstaden Gaborone samt i nogle sydafrikanske film. Han tog samtidig en uddannelse i engelsk og historie på University of Botswana, hvorpå han underviste i flere år. Han vendte tilbage til universitetet curriculum-specialist inden for humaniora og tog derpå en kandidatgrad i pædagogik på Florida State University. Herpå blev han ansat ved UNICEF i sit hjemland.
Med en familie, der var stærkt engageret i politik – udover faren var også storebroren politiker og medlem af parlamentet – var det naturligt for Mokgweetsi Masisi at gå ind politik, og i 2009 blev han valgt ind i parlamentet. Han blev snart formand for sit parti samt minister, og i 2014 blev han valgt til vicepræsident, inden han 1. april 2018 blev udpeget som ny præsident efter Ian Khama, der efter at have siddet i to perioder ikke længere kunne stille op til posten ved valget, der kommer i oktober 2019. Efterfølgende blev Masisi i foråret 2019 af sit parti valgt som kandidat til dette valg, efter at der for første gang i partiets historie havde være en modkandidat til den siddende præsident. Imidlertid trak rivalen, udenrigsminister Pelonomi Venson-Moitoi, sit kandidatur umiddelbart inden en afstemning.